# Bad Habits
Bad Habits ist ein Dance-Pop-Lied des britischen Sängers Ed Sheeran. Es wurde erstmals am 25. Juni 2021 als Single veröffentlicht und avancierte zum Nummer-eins-Hit.

## Veröffentlichung und Inhalt
Die Erstveröffentlichung von Bad Habits erfolgte als Single am 25. Juni 2021. Inhaltlich geht es – wie es dem Titel des Songs zu entnehmen ist – um schlechte Angewohnheiten. Sheeran singt davon, wie er früher bis spät in die Nacht Partys besuchte und regelmäßig Alkohol konsumierte, und dies heute, besonders als Vater, bereut. Die Gesamtlänge des Titels beträgt 3:51 Minuten, es spielt in der Tonart h-Moll und hat eine Geschwindigkeit von 126 Schlägen pro Minute. Zur Veröffentlichung wurden zusätzlich limitierte CDs von dem Song verkauft.

„My bad habits lead to late nights endin’ alone.

Conversations with a stranger I barely know.

Swearin’ this will be the last, but it probably won’t.

I got nothin’ left to lose, or use, or do.

My bad habits lead to wide eyes stare into space.

And I know I lose control of the things that I say.“

## Mitwirkende
| Liedproduktion - Iain Archer: Slide-Gitarre - Fred Gibson (Fred again..): Bass, Komponist, Liedtexter, Musikproduzent, Piano, Schlagzeug - Stuart Hawkes: Mastering - Johnny McDaid: Akustikgitarre, Komponist, Liedtexter, Musikproduzent - PARISI: Koproduzent - Ed Sheeran: Akustikgitarre, Komponist, Liedtexter, Musikproduzent | Unternehmen - Asylum Records: Musiklabel - Atlantic Records: Musiklabel - Warner Music Group: Musiklabel |

## Musikvideo
Das Musikvideo erschien zeitgleich zur Single. Im vierminütigen Video, welches im Catford Centre in London gedreht wurde, ist Ed Sheeran in einem Vampir-Kostüm zu sehen, welches seine dunklen Seiten repräsentieren soll. Das Musikvideo soll im April 2021 gedreht worden sein, wo er beim Dreh erkannt wurde. Das Video wurde von Dave Meyers gedreht und zählt über 696 Millionen Aufrufe bei YouTube (Stand: August 2025).

## Kommerzieller Erfolg

### Chartplatzierungen
| ChartsChartplatzierungen       | Höchstplatzierung | Wochen |
| ------------------------------ | ----------------- | ------ |
| Deutschland (GfK)              | 1 (87 Wo.)        | 87     |
| Österreich (Ö3)                | 1 (85 Wo.)        | 85     |
| Schweiz (IFPI)                 | 1 (79 Wo.)        | 79     |
| Vereinigte Staaten (Billboard) | 2 (56 Wo.)        | 56     |
| Vereinigtes Königreich (OCC)   | 1 (114 Wo.)       | 114    |

| ChartsJahrescharts (2021)      | Platzierung |
| ------------------------------ | ----------- |
| Deutschland (GfK)              | 2           |
| Österreich (Ö3)                | 2           |
| Schweiz (IFPI)                 | 4           |
| Vereinigte Staaten (Billboard) | 15          |
| Vereinigtes Königreich (OCC)   | 1           |

| ChartsJahrescharts (2022)      | Platzierung |
| ------------------------------ | ----------- |
| Deutschland (GfK)              | 14          |
| Österreich (Ö3)                | 11          |
| Schweiz (IFPI)                 | 11          |
| Vereinigte Staaten (Billboard) | 13          |
| Vereinigtes Königreich (OCC)   | 2           |

| ChartsJahrescharts (2023)    | Platzierung |
| ---------------------------- | ----------- |
| Vereinigtes Königreich (OCC) | 30          |

### Auszeichnungen für Musikverkäufe
| Land/Region                  | Auszeichnungen für Musikverkäufe (Land/Region, Auszeichnung, Verkäufe) | Verkäufe   |
| ---------------------------- | ---------------------------------------------------------------------- | ---------- |
| Australien (ARIA)            | 10× Platin                                                             | 700.000    |
| Brasilien (PMB)              | Diamant                                                                | 160.000    |
| Dänemark (IFPI)              | 5× Platin                                                              | 450.000    |
| Deutschland (BVMI)           | Diamant                                                                | 1.000.000  |
| Finnland (IFPI)              | 2× Platin                                                              | 80.000     |
| Frankreich (SNEP)            | Diamant                                                                | 333.333    |
| Italien (FIMI)               | 4× Platin                                                              | 400.000    |
| Kanada (MC)                  | Diamant                                                                | 800.000    |
| Neuseeland (RMNZ)            | 7× Platin                                                              | 210.000    |
| Österreich (IFPI)            | 6× Platin                                                              | 180.000    |
| Polen (ZPAV)                 | Diamant                                                                | 250.000    |
| Portugal (AFP)               | 4× Platin                                                              | 40.000     |
| Schweiz (IFPI)               | Platin                                                                 | 20.000     |
| Spanien (Promusicae)         | 4× Platin                                                              | 240.000    |
| Vereinigte Staaten (RIAA)    | 3× Platin                                                              | 3.000.000  |
| Vereinigtes Königreich (BPI) | 6× Platin                                                              | 3.600.000  |
| Insgesamt                    | 52× Platin · 5× Diamant ·                                              | 11.463.333 |

Hauptartikel: Ed Sheeran/Auszeichnungen für Musikverkäufe
Streaming

| Land/Region     | Auszeichnungen für Musikverkäufe (Land/Region, Auszeichnung, Verkäufe) | Verkäufe    |
| --------------- | ---------------------------------------------------------------------- | ----------- |
| Japan (RIAJ)    | Gold                                                                   | 50.000.000  |
| Südkorea (KMCA) | Platin                                                                 | 100.000.000 |
| Insgesamt       | 1× Gold · 1× Platin ·                                                  | 150.000.000 |